# 初体験/リッジモント・ハイ
『初体験/リッジモント・ハイ』（はつたいけん/リッジモント・ハイ、原題：Fast Times At Ridgemont High）は、1982年公開のアメリカ映画である。アメリカの高校生達の恋と青春を描いた青春映画。
1979年秋に学生になりすまして母校リッジモント高校にもぐり込んで若者たちの生態を観察した当時20代のキャメロン・クロウの同名原作をクロウ自身が脚色し、やはり当時20代の女性監督エイミー・ヘッカーリングが初監督した作品。後に有名になる俳優達が多く出演しており、当時人気絶頂のアイドル女優だったフィービー・ケイツが水着を外してトップレスになるシーンが話題となった。全米興行収入週末成績最高位第3位（1982年9月3日 - 6日、10日 - 12日付）。
2005年にはアメリカ国立フィルム登録簿に永久保存登録された。

## ストーリー
リッジモント高校の同窓生、ステーシー（ジェニファー・ジェイソン・リー）とリンダ（フィービー・ケイツ）。17歳ですでにSEX経験済みのリンダ、それに対して15歳のステーシーはまだ未経験の処女。そんなステーシーの最大の関心事といったらSEX、早く処女を捨てること。リッジモント高校には他にも、サーフィンとドラッグに明け暮れる能天気なジェフ（ショーン・ペン）、ダフ屋稼業で稼ぎまくるマイク（ロバート・ロマナス）、ステーシーに好意を持つ童貞男のマーク（ブライアン・バッカー）、ステーシーの兄でバイト三昧のブラッド（ジャッジ・ラインホルド）らが通っていた。ある夜、ステーシーは男子とデートして、ついに初経験、処女を捨てることに成功する。すると、ステーシーはまるで人が変わったかの様に、そこらの沢山の男とデート、彼女のSEXに対する好奇心はどんどんエスカレートしていく。そんな彼女をマークは心配する。一方、いい加減で授業にも遅刻し放題のジェフは、厳格な歴史教師のハンド先生に目をつけられ、ことあるごとに厳しく当たられる。ジェフもそれに対抗し、授業中の教室にピザを配達してもらったりするが、ハンド先生も逆にそのピザをジェフからみんなへのおごりだと自らも頬張ったうえで生徒たちにふるまう。そんな中、ステーシーは誤って妊娠してしまう。友人リンダは怒ってその相手であろうマイクに嫌がらせをする。そしてステーシーは、自分が求めていたのは「SEX」じゃない「愛」じゃないのか、と改心する。そこにマークが現れ、2人はどうなっていくのか。一方、ついには落第寸前のジェフの家に押し掛けたハンド先生は、彼の部屋で無理やり特別補習を行い、彼の卒業を祝福する。そして卒業パーティーが始まる……。

## キャスト
| 役名                             | 俳優                           | 日本語吹替   | 日本語吹替 | 日本語吹替 |
| 役名                             | 俳優                           | フジテレビ版 | VOD版      |            |
| -------------------------------- | ------------------------------ | ------------ | ---------- | ---------- |
| ジェフ・スピコリ                 | ショーン・ペン                 | 鈴置洋孝     | 中村章吾   |            |
| ステイシー・ハミルトン           | ジェニファー・ジェイソン・リー | 潘恵子       | 松井茜     |            |
| ブラッド・ハミルトン             | ジャッジ・ラインホルド         | 野島昭生     | 荻野晴朗   |            |
| マイク・ダモン                   | ロバート・ロマナス             | 田中秀幸     | 井上悟     |            |
| マーク・”ラット”・ラトナー       | ブライアン・バッカー           | 中原茂       | 疋田高志   |            |
| リンダ・バレット                 | フィービー・ケイツ             | 堀江美都子   | 浅野真澄   |            |
| ハンド先生                       | レイ・ウォルストン             | 千葉耕市     | 小田桐一   |            |
| ヴァーガス先生                   | ヴィンセント・スキャヴェリ     | 左奈田恒夫   |            |            |
| ジェフのマリファナ仲間           | エリック・ストルツ             | 竹村拓       |            |            |
| チャールズ                       | フォレスト・ウィテカー         | 河合義雄     | 関口雄吾   |            |
| バド（ブラッドのマリファナ仲間） | ニコラス・コッポラ             |              |            |            |
| ジェフのマリファナ仲間           | アンソニー・エドワーズ         | 小野健一     |            |            |
| アーノルド                       | スコット・トムソン             |              |            |            |
| リサ                             | アマンダ・ワイス               | 佐々木るん   | 外石咲     |            |
| ロン                             | D・W・ブラウン                 |              |            |            |
| カーティス（ジェフの妹）         | パトリック・ブレナン           | 鶴ひろみ     |            |            |
| ステイシーの母                   | エレン・フェンウィック         | 安藤なぎさ   |            |            |
| シンディ                         | ケリー・マロニー               | 鈴木みえ     | 保澄しのぶ |            |
| バーガーショップの店長           | トム・ノーラン                 | 広瀬正志     |            |            |
| ヴァーガス夫人                   | ラナ・クラークソン             |              |            |            |
| ディナ                           | パメラ・スプリングスティーン   |              |            |            |
| 医者                             | マーティン・ブレスト           | 塚田正昭     |            |            |
| ウェイトレス①                    | ジュリー・ギルメッテ           | 安藤ありさ   |            |            |
| ウェイトレス②                    | シェリー・オニール             | 及川ひとみ   |            |            |

- フジテレビ版：初回放送1985年3月23日(土)『ゴールデン洋画劇場』

その他の出演：速水奨、笹岡繁蔵、堀川亮
演出：山田悦司、翻訳：入江敦子、調整：丹波晴道、効果：遠藤堯雄／桜井俊哉、制作：東北新社
※2019年11月20日発売の「ユニバーサル 思い出の復刻版 ブルーレイ」に収録。
- VOD版：初回放送2025年4月23日 BS10スターチャンネル

その他の出演：高橋大輔、大西弘祐、広瀬淳、古川裕隆、高野憲太朗、橘潤二、池田果奈子、米本早希、斎藤綾
演出：杉本理子、翻訳：柏木しょうこ、制作：ACクリエイト
※Amazonプライムで配信されている。

## スタッフ
- 監督：エイミー・ヘッカーリング
- 原作・脚本：キャメロン・クロウ
- 製作：アート・リンソン、アーヴィング・エイゾフ
- 製作総指揮：C.O.エリクソン
- 撮影：マシュー・F・レオネッティ
- 音楽：アーヴィング・エイゾフ
- 主題歌：ジャクソン・ブラウン「誰かが彼女を見つめてる（英語版）」
- 編集：エリック・ジェンキンス
- 美術：ダン・ロミノ

## 評価
レビュー・アグリゲーターのRotten Tomatoesでは55件のレビューで支持率は78%、平均点は6.70/10となった。Metacriticでは21件のレビューを基に加重平均値が61/100となった。